# Jerzy Józef Osmólski
Jerzy Józef Osmólski (ur. 1 lipca 1906, zm. 22 grudnia 1966) – polski duchowny starokatolicki, ksiądz infułat oraz wikariusz generalny kurii biskupiej diecezji wrocławskiej Kościoła Polskokatolickiego w PRL.

## Życiorys
W 1929 przyjął święcenia kapłańskie z rąk biskupa Jana Zenona Jasińskiego z Polskiego Narodowego Kościoła Katolickiego zostając duchownym misji PNKK w Polsce. Był organizatorem parafii w Lipsku nad Wisłą, w Grabówce, Jastkowicach oraz w Lublinie, a także współorganizatorem parafii w Osówce i Tarłowie. W latach 30. XX wieku za swoją działalność był kilkakrotnie aresztowany. W czasie okupacji niemieckiej podczas II wojny światowej przebywał w Lublinie i Zamościu, gdzie pełnił funkcje proboszcza. Zaangażowany był także w działalność konspiracyjną. Po wojnie wyjechał na tzw. Ziemie Odzyskane, gdzie współorganizował życie parafialne między innymi we Wrocławiu. Przez 17 lat był proboszczem parafii katedralnej św. Marii Magdaleny we Wrocławiu. Był także wikariuszem generalnym kurii biskupiej diecezji wrocławskiej.